# Голоси мирних
Музей «Голоси Мирних» — це архів особистих історій про війну в Україні від її очевидців. Ідея створення належить українському олігарху Рінату Ахметову. Музей збирає історії людей, які зазнали наслідків війни, починаючи з 2014 року. Музей створено згідно з маніфестом відомого турецького письменника, лауреата Нобелівської премії з літератури Орхана Памука, який проголошує, що завдання музеїв сьогодення і майбутнього — розповідати не про державу, а про людину.
Метою Музею є збереження пам'яті про війну в Україні, документування воєнних злочинів росіян у майбутніх судах проти країни-агресора задля встановлення справедливості. Музей кілька років працював тільки в онлайн-форматі: історії людей розміщено на порталі civilvoicesmuseum.org у вигляді відео, аудіо та текстів.
На початок 2025 року в архіві музею було зібрано понад 130 тисяч історій.

## Унікальність проєкту
Музей «Голоси Мирних» є не лише архівом, але й психотерапевтичним проєктом. Люди, які розповідають свої історії, отримують можливість полегшити свій емоційний тягар, відчути підтримку й зробити свій внесок у збереження національної пам'яті. До збору історій залучено психологів, які пройшли навчання за курсом «Травма війни».

## Історія

### 2014—2020
Ідея заснування музею виникла на тлі початку російсько-української війни 2014 року, а саме окупації Криму та воєнних дій на сході України. Історії постраждадих людей зрештою надихнули на створення цифрового архіву. У 2018 році архів був публічно презентований. Через бойові дії на сході України Музей не змогли відкрити у Донецьку, тому його створили в онлайн-форматі. З 2014 року Музей працював на порталі civilvoicesmuseum.org, публікуючи відео, аудіо та текстові історії.

### 2020
У лютому 2020 року стартував офіційний збір свідчень мирних жителів, постраждалих через бойові дії на Донбасі. Тоді Музей збирав історії насамперед жителів Донецької та Луганської областей. Цього ж року Фонд ставить перед собою завдання зробити Музей «Голоси Мирних» найбільшим онлайн-музеєм у світі та сучасним діджитал-архівом.
Концепція проєкту розроблялася за участю авторитетних українських та міжнародних музейних експертів. Один із них — Кевін Болтон, британський бренд- та веб-консультант, який працював із Liverpool School of Tropical Medicine, а також низкою європейських музейних проєктів.

### 2022—2024
Після початку повномасштабної агресії Росії у лютому 2022 року Музей почав активно документувати нові злочини проти мирного населення. На сьогодні у його архіві є свідчення людей з різних куточків України. Це не тільки важливі документи для збереження усної історії, але й матеріали, які будуть використані в судах. Декілька героїв, чиї історії увійшли до архіву, вже давали свідчення на народному трибуналі в Гаазі у 2023 році.
Також у 2024 році Музей розширив свою діяльність і вийшов в офлайн, презентувавши мультимедійний простір Музею «Голоси Мирних» у рамках виставки «ГОЛОСИ», яка проходила на майданчику Музею історії міста Києва з арт-інсталяцією від ГогольFest. До експозиції були залучені артефакти героїв. Також у рамках виставки було презентовано анімаційний короткометражний фільм «Маріуполь. Сто ночей». За три місяці виставку відвідали понад 5 тисяч людей. Серед них були представники міжнародних ЗМІ та організацій, українські журналісти та діячі культури, кияни та гості столиці. За плідну роботу та вагомий внесок у збереження національної пам'яті України Музей отримав подяку від Міністерства культури та інформаційної політики України. Також виставку «ГОЛОСИ» було рекомендовано до показу у Європі й США.
Ще однією важливою офлайн-подією у 2024 році став документальний проєкт «Щоденники війни: голоси тих, хто вижив, і тих, хто ні», який був презентований у київському просторі Музею. Він базується на щоденниках Катерини Савенко та Володимира Величка з Маріуполя, переданих до Музею. Це історії з різними завершеннями, які передають трагедію війни з перших вуст.

#### Цитати відвідувачів
Євген Малолєтка, фотокореспондент, співавтор оскароносного фільму «20 днів у Маріуполі»:
«Це гарна експозиція. Вона передає настрій. Усе показано так, як було, адже не всі були в епіцентрі подій та бачили на власні очі всю картину наживо. Перенесення цих подій в іншу площину — це важлива робота, яку виконали творці виставки».
Павло Зібров, співак, Народний артист України:
«Ми не могли стримати сліз. Багато емоцій — розпачу, жалю, несправедливості, люті… Цю виставку потрібно показувати в усіх столицях Європи, всім іноземцям, посадовцям, тим, хто вже „стомився“, живе в іншій реальності. Вона надважлива! Це наша історія, яку не переписати!».

### 2025
На початок 2025 року музей зібрав понад 128 тисяч історій. Це зробило його найбільшим у світі архівом свідчень людей, які постраждали від війни. Зібрані матеріали — це унікальна база для істориків, дослідників, журналістів, а також для написання книг, створення документальних, художніх фільмів та інших проєктів, які допоможуть зберегти історію.

## Міжнародна діяльність
Музей «Голоси Мирних» працює над популяризацією історій мирних жителів, які стали свідками чи жертвами воєнних подій, через міжнародні платформи. Музей організує тематичні заходи у країнах Європи та в Україні із залученням світових експертів, проводить інтерв'ю зі світовими істориками, митцями, фахівцями у сфері збереження національної пам'яті, організує співпрацю з іноземними вишами у сферах освіти й науки та підтримує кінематографістів-документалістів. Зокрема, щоденник Катерини Савенко, який був представлений у рамках документального проєкту «Щоденники війни: голоси тих, хто вижив, і тих, хто ні», було перекладено німецькою та іспанською мовами. Все це сприяє кращому висвітленню досвіду українців, які пережили жахіття війни.

### Партнери музею
- USC Shoah Foundation (США) — Інститут візуальної історії та освіти фонда ШОА, заснований відомим американським режисером, продюсером та сценаристом Стівеном Спілбергом. Це некомерційна організація, яка займається створенням аудіовізуальних інтерв'ю з тими, хто пережив і був свідком Голокосту та інших геноцидів[20][21].

- Oral History Association (США) — професійна асоціація усних істориків та інших фахівців, зацікавлених у просуванні практики та використання усної історії. Розташована у Сполучених Штатах, але має міжнародне членство[22].

- Київський національний університет імені Тараса Шевченка (Україна) — вищий навчальний заклад у Києві. В університеті працює 13 факультетів, 8 навчальних інститутів, 1 навчально-науковий інститут. Заклад має двосторонні партнерські угоди з 227 зарубіжними освітніми та науковими закладами з 57 країн світу[23].

- Університет Марії Кюрі-Склодовської в Любліні (Польща) — найбільший університет у Східній Польщі. Має близько 80 напрямів навчання, понад півтори сотні наукових груп та 182 угоди про наукову та освітню співпрацю із закордонними партнерами[24].

- Музей історії Києва — це найбільше музейне об'єднання столиці, яке складається з 9 музеїв-філій. Музей представляє історичні, мистецькі, освітні проєкти та різні аспекти історії, літератури, науки, мистецтва, суспільно-політичного життя міста[25].

### Проєкти музею
«Голоси Мирних. #Одиндень 2014» — це проєкт Музею «Голоси Мирних», мета якого зберегти свідчення очевидців про той день, коли для них почалася війна в Україні.
Фотокнига «Донбас і Мирні» — це унікальне видання, яке було презентовано у Києві у 2018 році. До фотокниги увійшли історії героїв Музею «Голоси Мирних». Це сповідь 11 жителів Донбасу, які опинилися в епіцентрі війни. Фотокнига також була презентована в Брюсселі (Бельгія), Франкфурті-на-Майні (Німеччина) та Страсбурзі (Франція). Також Фонд передав книгу «Донбас і Мирні» до посольств та міжнародних організацій. Книгу у 2019 році відзначив Український бібліотечний фонд у номінації «Найкраща соціальна фотокнига року». Англомовна версія фотокниги також є у вільному доступі у ключових національних бібліотеках країн Європи.
«Голоси Мирних. Троянди Мирних» — це проєкт Музею, реалізований у 2020 році. [[Фонд Ріната Ахметова]] першим в Україні ініціював закладку Алей троянд у містах, що стали «другою домівкою» для мирних жителів Донбасу, які першими стикнулися з війною. Кожна Алея закладалася разом із переселенцями та ставала їх місцем сили. У Запоріжжі та Маріуполі було висаджено 1 000 кущів троянд. Також Фонд Ахметова спільно з дітьми, учасниками проєкту «Мирне літо», висадили Алею троянд у місті Святогірськ. У 2021 році на карті України з'явилися нові Алеї Троянд — у Вінниці та Харкові. Посаджені квіти символізують історії мирних, чиї життя війна розділила на «до» та «після».
«Голоси Мирних. Діти» — це проєкт, створений у 2021 році Музеєм «Голоси Мирних» для збереження свідчень дітей, які пережили трагічні події, пов'язані з війною та конфліктами. Його мета — підтримка психологічного стану дітей через освітні заходи. Учасники проєкту отримують можливість поділитися своїми історіями у форматі відеоблогу, що допомагає їм звільнитися від тягаря пережитого.
«Голоси Мирних. Травма війни» — це проєкт, що здійснюється у межах Музею «Голоси Мирних». Він створений з метою поєднати людей, які потребують психологічної допомоги з психологами Фонду Ахметова, щоби подолати наслідки війни. Підтримка надається шляхом онлайн-сесій, індивідуальних і групових занять. Ще у 2014 році Фонд став першим, хто почав надавати психологічну підтримку мешканцям Донбасу. Тоді вперше 250 психологів пройшли навчання Фонду за курсом «Травма війни». Завдяки цьому психологічну підтримку станом на початок 2025 року отримали понад мільйон українців.
«Голоси Мирних. Інтерв'ю» — це серія відвертих та душевних відеоісторій людей Донбасу про те, як військовий конфлікт на сході України змінив їхнє життя на до і після. Це історії про те, як, всупереч війні, втративши батьківщину, роботу, звичне життя, герої зберегли надію, не втратили віру в себе і змогли побудувати нове життя практично з нуля.
«Форум усної історії України» — це захід, ініційований Музеєм «Голоси Мирних» Фонду Ріната Ахметова. Захід зібрав українські та світові документаційні ініціативи та створив міжнародну професійну спільноту, що на постійній основі обмінюється думками та досвідом щодо фіксування подій війни.
«1000 днів. Тисячі історій» — спецпроєкт Музею, який нагадує світу про війну в центрі Європи. Це колекція, до якої увійшли 20 знакових віх 1000 днів повномасштабної війни. Перший день вторгнення, навала на Київщину, мільйони біженців, трагедія Маріуполя, викрадення українських дітей, фортеця Бахмут, звільнення Херсона, підрив Каховської ГЕС — ці та інші події показані крізь долі українців, чиї історії представлені у Музеї.
«Конкурс есе» — це проєкт національного масштабу, ініційований Музеєм, дає можливість голосам молоді лунати на всю Україну та світ, розповідаючи про війну, любов до Батьківщини, упевненість у Перемозі та тверду віру у мирне майбутнє.

### Спільні проєкти
Театральна вистава «Обличчя кольору війна» — це розповідь на основі спогадів акторів, яким вдалося вибратися з тимчасово окупованого Маріуполя. Основою для сюжету стали історії героїв Музею. Прем'єра відбулася 28 липня 2022 року у Театрі на Подолі в Києві. Головна мета проєкту — нагадати світу про трагедію Маріуполя і відновити діяльність його митців.
Документальний фільм «Драм» — фільм створено режисером та продюсером Юліаном Улибіним у співпраці з Музеєм «Голоси Мирних» Фонду Ріната Ахметова. Одна з героїнь стрічки, Ліза, довірила свою історію Музею, який і передав її команді фільму. Стрічку презентували на 14-му Одеському міжнародному кінофестивалі у 2023 році.
Короткометражна стрічка Mariupol Survivors («Ті, хто вижив у Маріуполі») — фільм став переможцем щорічного кінофестивалю The Santa Fe Film Festival у категорії «Кращий інтернаціональний фільм». Фільм включає фрагменти трьох історій з архіву Музею, які розповідають про трагедії, пережиті мешканцями Маріуполя.
Документальний фільм «20 днів в Маріуполі» — фільм створений українською командою у складі військового кореспондента, відеографа AP, режисера Мстислава Чернова, фотокореспондента Євгена Малолєтки та продюсерки Василиси Степаненко. У 2024 році стрічку відзначили премією «Оскар» у номінації «Кращий документальний фільм». В основі картини — події в Маріуполі у березні 2022 року. Медики, які рятували людей під час блокади міста, також долучилися до поповнення історій Музею.

## Відзнаки
2022 — переможець премії The Drum Awards for Social Purpose у категорії Best Response to Change!
2023 — Міжнародна асоціація паблік-рилейшнз (IPRA) оголосила переможців IPRA Golden World Awards нагородила музей у трьох номінаціях:
- Community engagement («Залучення громади»);
- Country, region and city («Країна, регіон і місто»);
- NGO campaign («Кампанія неурядової організації»)[41].

2023 — музей отримав членство в Oral History Association (ОНА) — міжнародній Асоціації усної історії, що базується у Вейко в штаті Техас.